# 淮宁湾乡
淮宁湾乡是中国陕西省榆林市子洲县下辖的一个乡。

## 行政区划
淮宁湾乡下辖以下行政区：
后淮宁湾村、庙沟村、姜家湾村、寺家坪村、官庄村、薛家城则村、前淮宁湾村、杜圪台村、乔则沟村、前张家渠村、张家沟村、前王家山村、后张家渠村、薛家硷村、郑家硷村、宽墕村、前清水沟村、红旗梁村、东坬村、九沟村、柳叶塌村、千塌村、李兴庄村、麻家塌村、李家庄村、坬坪村、后王家山村、杜家湾村、王家湾村、李家湾村、拓家湾村、张家寨村、后清水沟村、安家岔村、马家坪村、郑家圪崂村、李家峁村、沙河村